# Risa Wataya
Risa Wataya (綿矢りさ Wataya Risa) (Kyoto, 1º febbraio 1984) è una scrittrice giapponese.

## Biografia
Debutta a soli 17 anni con Install col quale vince il Premio Bungei 2001. Nel 2003 vince, a pari merito con un'altra giovane scrittrice, Hitomi Kanehara, il prestigioso Premio Akutagawa con un romanzo breve Solo con gli occhi (Keritai senaka). Le sue opere sono state tradotte in italiano, inglese, francese e tedesco.
I suoi personaggi esprimono il vago ribellismo giovanile, parecchio embrionale, in una società come quella giapponese ancora ancorata ai valori tradizionali e che lascia ben poco spazio alle contestazioni a cui in occidente siamo ormai storicamente abituati. 
Più che di ribellione si tratta di una sorta di implosione: una crisi vissuta, tutta all'interno, nel rifiuto. Fenomeni tipicamente giapponesi, come gli otaku o gli adolescenti ossessionati dagli idol, manifestano nelle pagine di Wataya la loro intimistica problematicità. Siamo ben lontani dai più estrosi e talvolta surreali personaggi di Banana Yoshimoto segno che questa generazione post crisi economica mostra sintomi di disagio più criptici.

## Opere
Edizioni originali
- Install (インストール?, Insutōru). Kawade Shobo Shinsha Publishing Co., 2001. ISBN 4-309-01437-2.
- Keritai Senaka (蹴りたぃ背中?). Kawade Shobo Shinsha Publishing Co., 2003. ISBN 4-309-01570-0.
- Yume wo ataeru (夢を与える?). Kawade Shobo Shinsha Publishing Co., 2007. ISBN 978-4309018041.
- Katte ni furuetero (勝手にふるえてろ?). Kawade Shobo Shinsha Publishing Co., 2010. ISBN 978-4-16-329640-1.
- Kawaisou da ne? (かわいそうだね？?). Kawade Shobo Shinsha Publishing Co., 2010. ISBN 978-4-16-380950-2.

Edizioni italiane
- Install (Traduzione di Antonietta Pastore), Torino, Einaudi Stile Libero, 2006 ISBN 88-06-17985-3.
- Solo con gli occhi (Traduzione di Antonietta Pastore), Torino, Einaudi Stile Libero, 2007 ISBN 88-06-17985-3.